# Dorymyrmex flavescens
Dorymyrmex flavescens es una especie de hormiga del género Dorymyrmex, subfamilia Dolichoderinae. Fue descrita científicamente por Mayr en 1866.
Se distribuye por Argentina. Se ha encontrado a elevaciones de hasta 1774 metros. Vive en la vegetación ribereña, también ha sido registrado en dunas.